# Metaltech: Battledrome
Metaltech: Battledrome è un videogioco facente parte della serie di Metaltech, di cui è primo capitolo. A differenza del suo sequel Metaltech: Earthsiege non c'è una trama vera e propria ma consiste in semplici scontri fra mech in un un'arena virtuale, chiamata Battledrome.